# 대한민국 원자력원
원자력원(原子力院)은 1959년 1월 발족한 대한민국 최초의 원자력 담당 정부 기관이었다. 대한민국 문교부소속이었다. 1959년 1월 21일 원자력과를 원자력원으로 확대하여 출범했고 1967년 4월 원자력원을 확대하여 대한민국 과학기술처 산하 원자력청으로 개편 폐지되었다.